# Henrettelse med elefant
Henrettelse med elefant (persisk: زير پى ِپيل افكندن, bogstaveligt talt "at kaste for en elefants fødder") var i tusinder af år en almindelig henrettelsesmetode i Syd- og Sydøstasien, især i Indien. Asiatiske elefanter blev brugt til at knuse, lemlæste eller tortere fanger i offentlige henrettelser. De trænede dyr kunne dræbe ofrene omgående eller torturere dem langsomt i længere tid. Da elefanterne var ansat af herskerne, repræsenterede de både absolut magt og herskerens evne til at kontrollere vilde dyr.
Brugen af elefanter til henrettelse af fanger forfærdede ofte europæiske rejsende og blev noteret i talrige journaler og beretninger om livet i Asien. Der blev til sidst sat en stopper for denne fremgangsmåde af de europæiske herskere, der koloniserede regionen i det 18. og 19. århundrede. Selv om skikken primært var begrænset til Asien, blev den også anvendt af vestlige magter som Rom og Karthago. Særligt til oprørske soldater.

## Kulturelle aspekter
Elefanters intelligens, tamhed og alsidighed gav dem betragtelige fordele frem for andre vilde dyr som løver og bjørne, som brugtes af romerne. Elefanter er mere medgørelige end heste: mens en hest kan trænes til at angribe i kamp, vil den ikke frivilligt nedtræde en fjendelig soldat, men i stedet træde over ham. Elefanter tramper gerne deres fjender ned, deraf populariteten af krigselefanter hos generaler som Hannibal. Elefanter kan trænes til at henrette fanger på mange måder og kan hurtigt dræbe den dømte ved at træde på hans hoved.
Elefanterne var under konstant kontrol af en driver eller mahout. Det gjorde det muligt for en hersker at benåde og vise barmhjertighed. Flere benådninger er registreret i asiatiske kongeriger. Konger af Siam trænede deres elefanter til at rulle den dømte "rundt på jorden temmelig langsomt så fangen ikke blev slemt skadet". Den stormogulske sultan Akbar siges at have "brugt denne teknik til straffe 'rebeller' og derefter blev fangerne, som var straffet meget, benådet". Ved én lejlighed blev det registreret, at Akbar havde fået en mand kastet for elefanterne for at lide fem dage med en sådan behandling, før han benådede ham. Elefanter blev brugt til en slags guddomsprøvelse, i hvilken den dømte fange blev frigivet, hvis det lykkedes ham at afværge elefanten.
Brugen af elefanter gik ud over den almindelige royale magt til at administrere liv og død. Elefanter er længe blevet brugt som symboler på kongelig autoritet og hvide elefanter vises ærbødighed som i Thailand. Deres brug som instrumenter for statsmagten sendte den besked, at herskeren kunne styre meget magtfulde væsener, som adlød fuldstændigt. Herskeren havde moralsk og spirituel dominans over vilde dyr. Det tillagde dem yderligere autoritet og mystik.

## Udbredelse
Henrettelse med elefant er brugt af både vestlige og østlige herskere. De tidligste optegnelser om sådanne henrettelser dateres til klassisk tid. Skikken var allerede veletableret og forsatte langt ind i det 19. århundrede.
Selv om Afrikanske elefanter er væsentligt større end asiatiske elefanter, gjorde afrikanske magthavere ikke så meget brug af dyrene i krigsførelse eller ceremonielle anliggender, idet den afrikanske elefant ikke tæmmes nær så let som dens asiatiske modpart. Nogle antikke magter i Afrika gjorde dog brug af elefanter, men de anvendte dyr fra den nu uddøde nordafrikanske underart Loxodonta (africana) pharaoensis (se artiklen om krigselefanter). Brugen af tæmmede elefanter var overvejende begrænset til Asien.

### Asien

#### Vestasien
I middelalderen blev henrettelser med elefant brugt af flere vestasiatiske kejsere, også det Østromerske Kejserdømme, Sassaniderne, Seljuq- og Timurid-dynastiet. Da Sassanidekongen Khosrau II, der havde et harem på 3.000 hustruer og 12.000 kvindelige slaver, beordrede at få Hadiqah datter af den kristne araber Na'aman til kone, nægtede Na'aman hende at indgå i en zarathustrisks harem; for denne afvisning blev han trampet til døde af en elefant.
Skikken forekom i dele af det muslimske Mellemøsten. Rabbiner Petachiah af Ratisboni det 12. århundrede, en jødisk rejsende, rapporterede en henrettelse med denne metode under sit ophold i det Seljuk-regerede nordlige Mesopotamien (moderne Irak):
| Citat | Ved Ninive var der en elefant. Dens hoved stikker ikke frem. Den er stor, spiser omkring to vognlæs hø ad gangen; dens mund er i dens bryst, og når den vil spise, åbner den sine læber cirka to alen, tager høet op med dem og putter det i sin mund. Når sultanen dømmer nogen til døden, siger de til elefanten: "denne person er skyldig". Den tager ham op med dens læber, kaster ham i vejret og slår ham ihjel". London, 1856. | Citat |
|       | |       |

#### Sydasien

##### Sri Lanka
Elefanter var brugt tværs over det indiske subkontinent og i Sydøstasien som henrettelsesmetode. Den engelske søfarer Robert Knox beskrev i 1681 en metode med henrettelse med elefant, som han havde set, mens han blev holdt fanget i Sri Lanka: de elefanter, han så, fik deres stødtænder tilpasset med "skarpe jern med en holder med tre hjørner". Efter at have spiddet offerets krop med stødtænderne, "flår [elefanten] den i stykker og kaster det legemsdel efter legemsdel".
James Emerson Tennent en rejsende i det 19. århundrede bemærker, at "et kandisk [Sri Lankansk] overhoved, der var vidne til sådanne scener, har forsikret os om, at elefanten aldrig brugte sine stødtænder, men i stedet satte dens fod på det omkuldslåede offer og rev dets lemmer af en efter en ved en pludselig bevægelse af snabelen." Knox' bog afbilleder præcis denne metode for henrettelse i en berømt tegning, "En Henrettelse med en Elefant".
Den britiske diplomat sir Henry Charles Sirr beskrev i 1850 et besøg hos en af de elefanter, der var blevet brugt af Sri Vikrama Rajasinha, den sidste konge af Kandy, til at henrette kriminelle. Henrettelse med elefant var afskaffet af briterne, efter de væltede det kandyske kongerige i 1815, men kongens henrettelseselefant var stadig i live og huskede tydeligvis dens tidligere pligter. Sirr bemærker:
| Citat | Under det oprindelige dynasti var det praksis at træne elefanter til at dræbe kriminelle ved at trampe på dem, dyrene blev lært at forlænge pinen for de stakkels lidende ved at knuse deres lemmer, men undgå de livsvigtige dele. Hos dens sidste tyraniske konge af Kandy var det en yndet måde at henrette på, og da en af de henrettende elefanter var i den tidligere hovedstad under vores ophold, var vi der særligt spændte på at afprøve dyrets skarpsindighed og hukommelse. Dyret var broget og af enorm størrelse og stod der i stilhed med sin passer siddende på nakken; de adelige, der ledsagede os, ønskede at manden steg af og stod ved siden af. Overhovedet gav derefter ordre til at dyret skulle 'dræbe staklen!' Elefanten hævede sin snabel og vred den som rundt om et menneske; dyret gjorde derefter bevægelser som skulle den lægge manden på jorden foran den, for derpå langsomt at løfte dens forfod og placere den skiftevis på de steder, hvor lemmerne af den lidende ville have været. Det fortsatte den med i nogle minutter; så, som var den tilfreds med at knoglerne måtte være knuste, hævede elefanten sin snabel højt op over sit hoved og stod ubevægelig; overhovedet beordrede den derefter til at 'fuldende arbejdet,' og dyret placeret øjeblikkeligt en fod som oven på en mands mave, og den anden på hovedet, åbenbart med brug af alt dens styrke for at knuse og ende staklens ulykke. | Citat |
| [ 5 ] | |       |

##### Indien
Elefanter var foretrukne bødler i Indien i mange århundreder. Hinduistiske og muslimske herskere henrettede skattesvindlere, rebeller og fjendelige soldater "under elefanternes fødder". Manusmriti eller Manus Love nedskrevet omkring år 200 foreskriver henrettelse af elefanter for flere lovovertrædelser. Hvis ejendom blev stjålet, "burde kongen få enhver tyv fanget og henrettet med elefant."
Under Stormogul-æraen, "var en almindelig måde at henrette på at få forbryderen trampet ned af en elefant." Kaptajn Alexander Hamilton skrev i 1727, hvordan Shah Jahan beordrede en forbryderisk militærkommandør at blive båret "til Elefanthaven og der at blive henrettet af en Elefant, hvilket anses for at være en skammelig og frygtelig Død". Stormogulen Humayun beordrede knusning ved elefant af en imam, han troede var kritisk over for hans regime. Nogle monarker tillagde sig også denne form for henrettelse for underholdningens skyld. En anden stormogul, kejser Jahangir, siges at have beordret et stort antal kriminelle blive knust til hans morskab. Den franske rejsende François Bernier, der overværede sådanne henrettelser, nedskrev sin rædsel over den fornøjelse, som kejseren fik af den onde afstraffelse. Ej heller var knusning den eneste metode brugt af stormogulske bøddelelefanter; i det stormogulske sultanat i Delhi blev elefanter trænet til at skære fanger i småstykker "med skarpe blade påsat deres stødtænder".
Andre indiske statssamfund udførte henrettelser med elefant. Marāthā-lederen Sambhaji beordrede denne form for død til et antal rænkesmede som Maratha-embedsmanden Anaji Datto i slutningen af det syttende århundrede. En anden Maratha-leder general Santaji tildelte straffen for brud på militærdisciplinen. Den samtidige historikker Khafi Khan rapporterede, at "for en ubetydelig forbrydelse ville han [Santaji] kaste en mand for fødderde af en elefant".
Forfatteren Robert Kerr fra det tidlige 1800-tal beretter, hvordan kongen af Goa "holder visse elefanter til henrettelse af ondsindede. Når en af dem bringes frem for at ombringe en forbryder. Hvis passeren ønsker, at forbryderen knuses hurtigt, vil den vældige skabning prompte knuse ham til atomer under sin fod; men hvis det ønskes at tortere ham, vil den brække hans lemmer et efter et som mænd parteredes på hjul". Naturvidenskabsmanden Georges-Louis Leclerc, Comte de Buffon nævnte det som bevis på, at elefanter var i stand til "menneskelig ræsonnement, [snarere] end et simpelt, naturligt instinkt".
Sådanne henrettelser var offentlige som skræk og advarsel. De elefanter specielt store og vejede ofte mere end ni ton. Henrettelserne skulle være grusomme, og efter alt at dømme var de det også. Nogle gange gik offentlig tortur forud for henrettelserne og var forvoldt af den samme elefant, som var brugt som bøddel. En redegørelse for en sådan tortur-og-henrettelse ved Baroda i 1814 er bevaret i The Percy Anecdotes:
| Citat  | Manden var en slave, og to dage før havde han myrdet sin herre, bror til en indfødt høvding, Ameer Sahib. Omkring klokken elleve blev elefanten bragt ud kun med driveren på ryggen, omgivet af indfødte med bambuskæppe i hænderne. Den dømte blev placeret knap tre meter bagved på jorden, hans ben var bundet med tre reb, som var fæstnede til en ring på højre bagben af dyret. For hvert skridt elefanten tog,rykkede det ham fremad, og hvert ottende eller tiende skridt må have vredet endnu et lem af led, for de var løse og brækkede, da elefanten havde gået 500 m. Manden var dækket af mudder, men viste alle tegn på liv og virkede til at lide de mest uudholdelige pinsler. Efter at være torteret på denne vis i omkring en time blev han flyttet uden for byen, da elefanten, som er instrueret til dette formål, blev trykket tilbage, og satte sin fod på den kriminelles hoved. | Citat |
| [ 14 ] | |       |

Brugen af elefanter som bødler fortsatte langt ind i den anden halvdel af det 19. århundrede. Under en ekspedition til Centralindien i 1868 beskrev Louis Rousselet henrettelse med elefant. En tegning blev lavet af henrettelsen. Den viste den dømte, der blev tvunget til at lægge sit hoved på en piedestal og derefter at blive holdt der, mens en elefant knuste det under foden. Tegningen blev lavet til et træsnit og trykt i "Le Tour du Monde", en vidt udbredt fransk tidsskrift for rejse og oplevelse, og tidsskrifter som Harper's Weekly.
Det Britiske Imperiums voksende magt førte til nedgangen og til sidst enden for elefanthenrettelser i Indien. Eleanor Maddock skrev i 1914, at i Kashmir efter europæernes ankomst "forsvinder mange af de gamle skikke – og en af disse er den rædselsfulde skik at henrette kriminelle med en elefant trænet til formålet, hvilket var kendt under navnet 'Gunga Rao'".

#### Sydøstasien
Elefanter er ofte berettet som at have været blevet brugt til at udføre henrettelser i Sydøstasien og blev brugt i Burma fra de tidligste historiske tider, såvel som i kongeriget Champa på den anden side af den indokinesiske halvø. I Siam blev elefanter trænet til at kaste den dømte op i luften før den trampede dem til døde. John Crawfurds journaler optegner en anden metode til henrettelse med elefant i kongeriget Cochinkina (moderne Sydvietnam), hvor han tjente som en britisk udsending i 1821. Crawfurd genkalder sig en begivenhed, hvor "den kriminelle bindes til en pæl, og [Excellencens favorit]elefant løber ned på ham og knuses ham til døde".

### Vestlige imperier
Romerne, kartagerne og de makedonske grækere brugte elefanter til henrettelser, mens de også gjorde brug af krigselefanter, mest berømt er Hannibals. Desertører, krigsfanger og militære kriminelle er registreret i antikke krøniker som dømt til at dø under en elefants fødder. Perdiccas, som blev hersker af Makedonien efter Alexander den Stores død i 323 e.Kr., fik mytterister fra fraktionen med Meleagros kastet for elefanterne og knust i byen Babylon. Den romerske forfatter Quintus Curtius Rufus beretter historien i sin Historiae Alexandri Magni: "Perdiccas så, at de [mytteristerne] var lammet og i hans magt. Fra skaren trak han omkring 300 mænd, der havde fulgt Meleagros, da han brød op fra det første møde holdt efter Alexanders død, og foran hele hæren kastede han dem for elefanterne. Alle blev de trampet til døde under fødderne af udyrene..."
Ligeledes beretter den romerske forfatter Valerius Maximus, hvordan general Lucius Aemilius Paulus Macedonicus "efter kong Perseus blev overvundet [i 167 f.Kr.] for desertering kastede mænd under elefanter for at blive knust ... Og militær disciplin behøver rigtignok denne form for hård og brat afstraffelse, fordi det er nødvendigt for ellers vil den blive undergravet".
Der er færre optegnelser om elefanter brugt som bødler mod civile. Josephus nævner et eksempel i den deuterokanoniske bog Makkabæernes 3. bog i forbindelse med egyptiske jøder, selv om historien er apokrypf. Makkabæernes 3. bog beskriver et forsøg af Ptolemaios IV (regerede 221–204 f.Kr.) på at slavebinde og stemple Ægyptens jøder med symbolet for Dionysos. Da størstedelen af jøderne modsatte sig, siges det, at kongen fik dem indfanget og beordrede dem til at blive nedtrampet af elefanter. Massehenrettelsen blev i sidste instans hindret ved engles indgriben, hvorefter Ptolemaios blev tilgivende over for sine jødiske undersåtter.

## Død efter sammenstød med elefant
Død ved elefant er stadig almindeligt i dele af Afrika og Sydasien, hvor mennesker og elefanter lever side om side. I Sri Lanka bliver 50–100 mennesker dræbt årligt i sammenstød mellem mennesker og elefanter. Sådanne dødsulykker er dog resultatet af vilde elefanter, der angriber mennesker snarere end tamme elefanter, der bruges til at dræbe mennesker. At blive knust af indespærrede elefanter er også en større arbejdsbetinget risiko for elefantpassere i zoologiske haver.
Da George Orwell var politiofficer i den britiske kolonialmagt i Burma i 1926, var han tvunget til at tage sig af en hændelse i hvilken en tam elefant blev "musth" og dræbte en mand ved at træde på ham. Orwell beskriver episoden i sit berømte essay "Shooting an Elephant", hvori han bemærker, at "Det store bæsts fods friktion havde flået al hud på hans ryg af så nydeligt, som man flår en kanin".